# 褚士瑩
褚士瑩（1971年9月17日—），台灣作家，出生於高雄市左營區，畢業於國立臺灣大學政治學業，開羅美國大學（簡稱AUC大學）新聞研究所肄業，美國哈佛大學甘迺迪學院公共政策系碩士。目前於非政府組織（簡稱NGO）工作，並從事於寫作。已去過很多個國家，去過密克羅尼西亞、外蒙古、埃及、美國、烏茲別克、以色列、新加坡、土耳其、希臘、南斯拉夫、北非......等多國。褚士瑩擅長多種語言，他曾被印在2009年版本的全民英檢初級雜誌上過，作品也曾被登記在國小或國中的國語課本上過，被譽為「公益旅行家」。褚士瑩17歲時，即過著遊牧民族的生活。拍過喜餅、飲料廣告，主持過電視和廣播節目。在台停留期間從事媒體教學，學習國家語言。只有趁著一年7天、10天的年假，脫離煩悶的工作環境，並在這幾天的時間旅行並寫成一本書。2012年獲得講義年度最佳旅遊作家獎項。

## 外部連結
- 褚士瑩的Facebook專頁
- 褚士瑩（1971.9.17）- 台灣文學辭典資料庫（页面存档备份，存于）
- 作者-褚士瑩 - 博客來網路書店 （页面存档备份，存于）
- 詳目式查詢結果- 台灣作家作品目錄資料庫 褚士瑩 （页面存档备份，存于）